# Canens (Alto Garona)
Canens (em occitano:  Canens) é uma comuna francesa na região administrativa da Occitânia, no departamento do Alto Garona. Estende-se por uma área de 4.84 km², com 59 habitantes, segundo o censo de 2018, com uma densidade de 12 hab/km².